# Beijing Genomics Institute
Pour les articles homonymes, voir BGI.

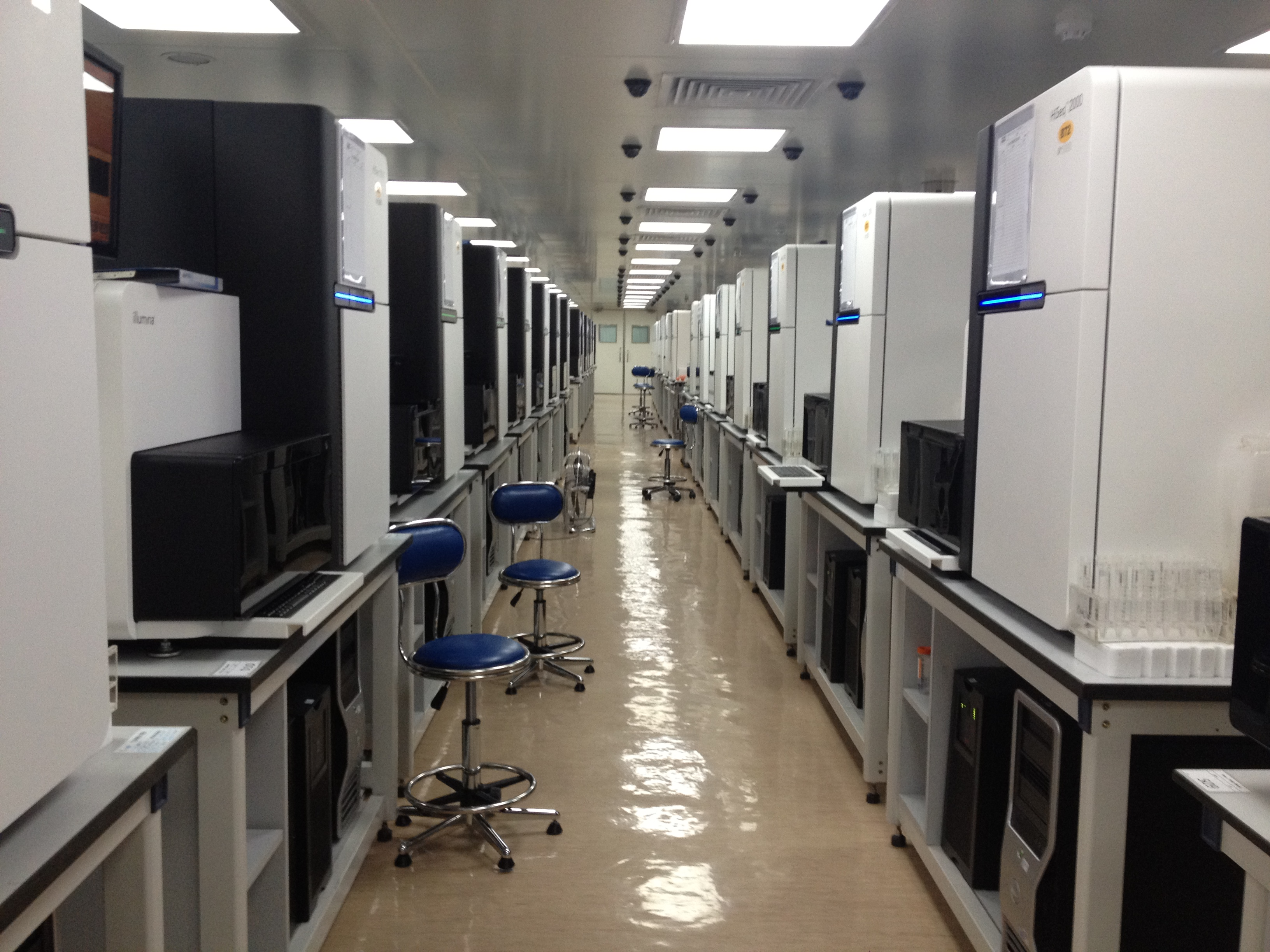
Salle de séquenceurs, chez BGI à Hong Kong.

BGI ((zh)), plus souvent nommé Beijing Genomics Institute avant 2008, est l'un des plus grands centres de séquençage de l'ADN au monde, le premier de cette taille ; il est notamment connu pour chercher les gènes de l'intelligence (s'ils existent) et avoir créé la plus grande plate-forme de séquençage du monde. Ces travaux sont favorisés par la faiblesse du cadre législatif et bioéthique dans le domaine de la génétique et du génie génétique en Chine.

## Historique
Yang Huanming et d'autres ont créé BGI en novembre 1999 à Pékin en Chine, en le présentant comme un institut de recherche indépendant non-gouvernemental afin de participer au Projet génome humain en tant que représentant de la Chine,
Après l'achèvement de ce projet, le financement s'est tari. BGI a alors déménagé à Hangzhou en échange d'un financement offert par le gouvernement municipal de Hangzhou.
En 2002, BGI a séquencé le génome du riz, ce qui a fait la une et la couverture du journal Science.
En 2003 BGI décodait le génome du virus du SRAS et créait un kit pour la détection du virus.
Cette même année 2003, BGI Hangzhou passait un accord avec l'Université de Zhejiang pour créer un nouvel Institut de recherche, le  James D. Watson Institute of Genome Sciences, Zhejiang University. L'Institut Watson étant destiné à devenir un centre majeur pour la recherche et l'éducation en Asie de l'Est sur le modèle du Cold Spring Harbor Laboratory des États-Unis.
En 2007, le siège de BGI est transféré à Shenzhen, se présentant comme première institution de recherche citoyenne à but non lucratif gérée en Chine (« the first citizen-managed, non-profit research institution in China »), mais l'année suivante (2008, BGI-Shenzhen est officiellement reconnu comme un organisme d'État.
En 2008, BGI publie le premier génome humain d'un individu asiatique,.
En 2010, BGI Shenzhen est certifié comme répondant aux exigences de la norme ISO9001 : pour la conception et la fourniture de services de séquençage à haut débit 2008 et cette même année, BGI achète 128 machines de séquençage et se présente comme le plus grand centre de séquençage génomique au monde. BGI aurait reçu en 2010 1,5 milliard de dollars en "fonds de collaboration" pour les 10 prochaines années de la part de la Banque chinoise de développement, En 2010, BGI Americas s'installe à Cambridge, Massachusetts et BGI Europe ouvre ses portes à Copenhague.
En 2011 l'entreprise dit employer environ 4000 scientifiques et techniciens.
En 2013, BGI se présente comme étant en partie privé et en partie public, affirme entretenir des relations avec 17 des 20 plus grandes sociétés pharmaceutiques mondiales, et se présente comme offrant des services dans les domaines scientifiques, commerciaux, de l'agriculture et de la santé et informatique. Les fonds de l'entreprise proviendraient à la fois d'investisseurs privés et du gouvernement chinois. Le laboratoire est aussi devenu le "Centre de Bio-informatique" de l'Académie chinoise des sciences.

## Réalisations et principales productions
- Séquençage nouvelle génération de génomes de mammifères[15] (dont humain)[16]
- Séquençage du premier génome humain ancien[17]
- Séquençage du premier génome diploïde d'un humain asiatique[18], dans le cadre du "Yan Huang project"
- Lancement d'une cartographie du pan-génome humain (estimation : 19 à 40 millions de bases qui ne sont pas dans le reference genome[19],[20])
- Réalisation de 10 % du travail de l'International HapMap Project[21] (la participation de BGI's au Projet génome humain a été de 1 % mais il était le seul institut à participer parmi les pays dits émergents
- Étude relative à la possibilité de séquencer le microbiome du système digestif humain (qui est estimé être environ 150 fois plus grande que le génome humain[22],[23])
- Travail clé dans le Projet 1000 Genomes
- Premier séquençage par une institution chinoise du virus du syndrome respiratoire aigu sévère (SRAS), publié quelques heures seulement après le premier séquençage du virus fait par les Canadiens[24]
- Rôle-clé dans l'analyse de l'épidémie due à un variant européen mortel de la bactérie E. coli (E. coli O104:H4)[25]
- Séquençage de 40 vers à soie (souches domestiquées et sauvages) et identifie 354 gènes susceptibles d'être des gènes d'intérêt pour la domestication[26]
- Séquençage en moins de 8 mois[27] du premier génome de panda géant (Ailuropoda melanoleura), d'une taille égale à celle du génome humain[15]. Ce séquençage a révélé que le panda géant possède un gène muté (T1R1 connu pour être impliqué dans la détection des saveurs salées) et que le panda ne dispose pas des gènes qui seraient nécessaire à la digestion du bambou, digestion qui est sans doute réalisée par son microbiote qui pourrait donc jouer un rôle clé dans la métabolisation de la lignine et cellulose du bambou, sa principale source de nourriture, grâce à un microbiome possédant ces gènes[15]
- Contribution au projet sino-britannique de séquençage du génome du poulet
- Séquençage (en 2010) du génome de nombreuses plantes dont (riz, concombre, soja, Sorgho et d'animaux dont ver à soie, abeille, daphnie, lézard, panda géant et 40 autres espèces animales et végétales ainsi que plus de 1000 bactéries[5],[26],[28])
- En 2010 la revue Nature classe BGI Shenzhen en 4e place parmi les dix premiers établissements scientifiques de Chine publiant dans le journal Nature, et avec des résultats similaires pour d'autres grandes revues (les autres organismes étant des universités et l'Académie chinoise des sciences)[29]
- En 2014, BGI aurait produit plus de 500 porcs clonés pour tester de nouveaux médicaments (diabète de type II), ces porcs sont plus petits que la normale et les organes qui expriment un transgène connu pour rendre les cellules fluorescentes sous une lumière ultraviolette deviennent fluorescent sous cette lumière[30]

## Projets en cours

### Human genetics

#### Yan Huang Project
Ce projet tire son nom de ceux de deux empereurs qui auraient fondé le groupe ethnique dominant aujourd’hui la Chine. BGI prévoit dans ce cadre de séquencer le génome intégral d'au moins 100 individus chinois pour produire une première carte à haute résolution des polymorphismes génétiques des chinois. The first genome sequenced is of an anonymous Chinese billionaire who donated $10 million RMB to the project. Le premier séquençage, dit "Yanhuang 1", est publié sur http://yh.genomics.org.cn.

#### Le projet 1000 génomes
Ce projet international vise à séquencer les gènes de 1000 personnes, pour un coût de 30 à 50 millions $, pour mieux comprendre les facteurs génétiques impliqués dans certaines maladies humaines.

#### Diabetes-associated Genes and Variations Study (LUCAMP) Cancer Genome Project
Ce projet est mené par BGI en collaboration avec 9 universités et instituts de recherche du Danemark.
BGI veut ici explorer les associations entre génome et variations génétiques impliquées dans des maladies complexes telles que le diabète et le cancer, via des études à grande échelle utilisant principalement deux méthodes : le reséquençage de gènes candidats, et le reséquençage de l'exome.

#### Cognitive Research Lab
Ce laboratoire du BGI travaille avec Stephen Hsu sur le projet de découvrir les bases génétiques de l'intelligence humaine, sur la base du séquençage du génome de 1000 enfants ou jeunes ayant un QI de 130 ou plus, pour déterminer les gènes supposés déterminants pour l'intelligence ou certaines formes d'intelligence.

### Animaux et plantes

#### 1000 Plant and Animal Reference Project
BGI est leader dans ce projet international qui vise à séquencer le génome de 1000 plantes et animaux d'intérêts économiques et scientifiques en deux ans.
L'entreprise a promis un montant initial de 100 millions de dollars pour démarrer le programme
En 2010, BGI avait déjà séquencé les genomes de 20 espèces animales et 9 espèces végétales, parfois pour plusieurs individus (dont 40 vers à soie).

#### Projet de séquençage de trois animaux extrêmophiles
Les génomes de trois animaux extrêmophiles doivent être séquencés

#### Projet international Génome des grands félins
BGI en association avec des parcs zoologiques, des acteurs universitaires et de la protection de la faune, veut séquencer les génomes du Tigre de l'Amour, Tigre de Chine du sud, Tigre du Bengale, Lion asiatique, Lion d'Afrique, Léopard, léopard des neiges et d'autres félins. Le "Beijing Genomics Institute" a aussi séquencé les génomes et épigénomes d'un Ligre et Tigron, travail qui a montré que les deux félins hybrides ont des phénotypes différents en dépit d'être génétiquement identiques ce qui confirme l'importance de l'épigénome qui pourrait expliquer ces différences.
Les auteurs du projet espère pouvoir significativement contribuer aux progrès de la recherche dans le domaine de la Biologie de la conservation et ce projet a été annoncé pour l'année chinoise du tigre

#### Symbiont Genome Project
Ce projet, officiellement lancé le 19 mars 2010 par BGI en collaboration avec Sidney K. Pierce de l'University de Floride du Sud et Charles Delwiche de l'Université du Maryland au College Park vis à séquencer le génome d' Elysia chlorotica, « animal photosynthétique » et de sa nourriture algale Vaucheria litorea, deux espèces entre lesquelles des transferts génétiques horizontaux ont été observés,,, qui interviennent dans l'association symbiotique

### Microorganismes

#### Ten Thousand Microbial Genomes Project
http://english.cas.cn/Ne/CASE/200908/t20090805_44705.shtml

## Bioinformatique
Le séquençage "de novo" implique d'aligner des milliards de séquences d'ADN pour reconstruire le génome entier.
Un bioinformaticien de BGI a développé le premier algorithme basé sur la théorie des graphes nommé SOAPdenovo capable d'assembler un génome en 2 jours. En 2010, l'entreprise disposait d'un supercalculateur capable de traiter 10 téraoctets de données de séquençage toutes les 24 heures à partir des analyseurs. Le budget annuel de ce centre de bioinformatique était de 9 millions de dollars US en 2010
SOAPdenovo fait partie du package "Short Oligonucleotide Analysis Package"  (SOAP), une suite d'outils développée par BGI pour l'assemblage de novo de génomes de la taille du génome humain, qui a été utilisé pour assembler plusieurs génomes humains, (identifying an eight kilobase insertion not detected by mapping to the human reference genome) et animaux, comme celui du panda géant.

## Critiques
L'entreprise est parfois critiquée pour une politique agressive (envoi en masse de spams (mails non-sollicités) à plus de scientifiques que toute autre entreprise de sa taille, ignorant leurs demandes de renoncer) et une absence de prise en compte des principes ou chartes éthiques mis en œuvre dans d'autres pays.

## Controverses
Une enquête a révélé que le groupe BGI avait utilisé la principale société d'espionnage des Émirats arabes unis, la Groupe 42, et le George H.W. Bush Foundation pour promouvoir ses efforts. Les responsables du renseignement américain avaient soulevé des problèmes de sécurité, déclarant que BGI avait l'habitude d'utiliser à mauvais escient les données personnelles des patients. Malgré les avertissements sur les risques de sécurité de la part des responsables du renseignement, au moins 2 agences fédérales ont continué à persuader les États américains d'utiliser les kits de test de covid chinois. Des rapports ont également révélé que ces agences fédérales avaient reçu l'équipement de test BGI d'Abou Dabi. En outre, le Nevada a reçu les produits BGI du groupe 42, la société d'intelligence artificielle des Émirats arabes unis, liée au membre de la famille royale Tahnoun bin Zayed, qui a également été accusé d'espionnage de ses propres citoyens à l'aide d'une application de messagerie ToTok.